# 압둘 아하드 카롯
압둘 아하드 카롯(1926년 ~ ???, عبدالاحد•خرت) 은 1948년 하계 올림픽에 출전한 아프가니스탄의 전 축구 선수이며 마흐무디예 FC 에서도 뛰었었다.